# Nell Koppen

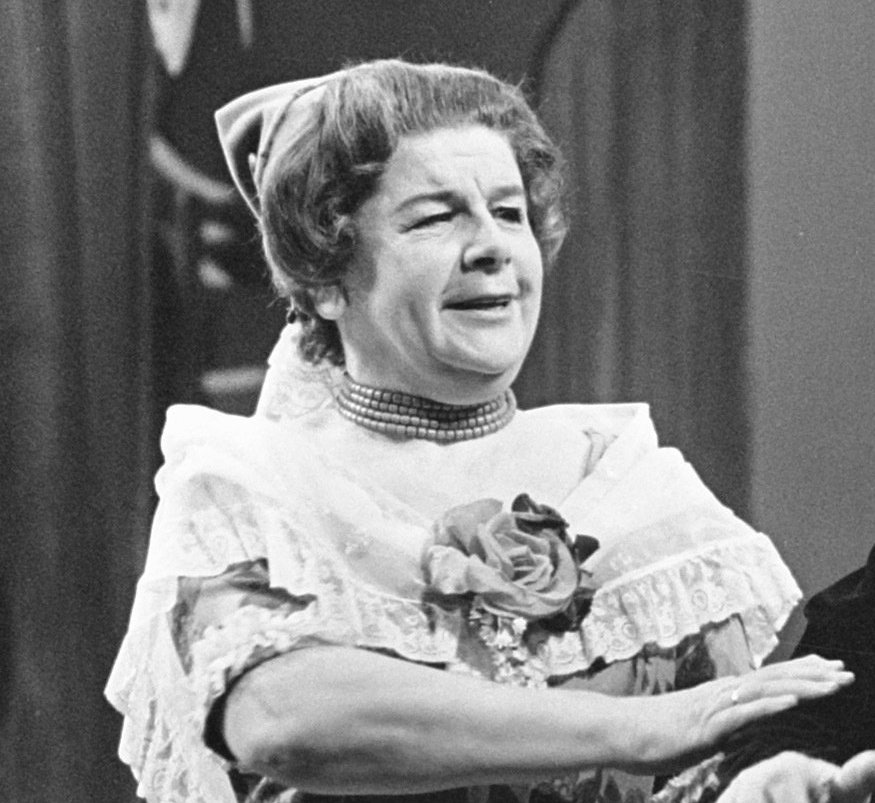
Thomasvaer en Pieternel - Nel Koppen (1966)

Petronella Gerdina Salomé (Nell) Koppen (Amsterdam, 21 juni 1912 - aldaar, 30 november 2000) was een Nederlands actrice. Ze was de dochter van een theaterexploitant. Na haar eindexamen aan de Amsterdamse toneelschool in juni 1933 was ze een jaar verbonden aan Tooneelgroep Het Masker van Ko Arnoldi. Daarna speelde ze kamer- of dienstmeisjes in de revue van Heintje Davids. 
In 1940 trouwde ze met acteur Wim van den Brink, met wie zij na de oorlog bij Het Vrije Toneel van Cor Ruys en Anton Ruys belandde. Sinds 1952 was ze ook vaak op radio en televisie te horen en te zien. Ze speelde mee in de film Kleren maken de man (1957). Van 1964 tot 1971 speelde ze bij De Nederlandse Comedie, waar ze onder meer te zien was als de koppelaarster Frosine in De vrek van Molière en als Eva Bonheur in het gelijknamige stuk van Herman Heijermans. Daarna ging ze naar het Publiekstheater en ging later werken in vrije producties. Haar laatste grote rol speelde ze in 1979 in Er valt een traan op de tompoes van Annie M.G. Schmidt.